# FK Miłano
Fudbałski Kłub Miłano – północnomacedoński klub piłkarski powstały w 1990 w mieście Kumanowo.

## Krótka historia
FK Miłano awansował do 1. ligi macedońskiej w 2007 roku. W sezonie 2007/2008 zajął 2. miejsce, a rok później powtórzył ten wynik. Obecny sezon jest trzecim sezonem tego klubu w rozgrywkach o mistrzostwo Macedonii.

## Sezony w1. lidze
| Sezon   | M  | Z  | R | P | Br+ | Br− | Pkt | Miejsce |
| ------- | -- | -- | - | - | --- | --- | --- | ------- |
| 2007/08 | 33 | 21 | 3 | 9 | 74  | 35  | 66  | 2       |
| 2008/09 | 30 | 17 | 4 | 9 | 48  | 35  | 55  | 2       |

## Europejskie puchary
Legenda do wszystkich tabel:
- Q – runda eliminacyjna, 1/16, 1/8, 1/4, 1/2 – odpowiednia faza rozgrywek, Grupa – runda grupowa, 1r gr – pierwsza runda grupowa, 2r gr – druga runda grupowa, F – finał, R – runda, PO – play-off
- k. – rzuty karne, los. – losowanie, Dogr. – dogrywka, w. – zasada bramek strzelonych na wyjeździe

| Sezon   | Rozgrywki   | Runda | Klub             | Dom | Wyjazd | Ogólnie |
| ------- | ----------- | ----- | ---------------- | --- | ------ | ------- |
| 2008/09 | Puchar UEFA | 1Q    | Omonia Nikozja   | 1–2 | 0–2    | 1–4     |
| 2009/10 | Liga Europy | 2Q    | NK Slaven Belupo | 0–4 | 2–8    | 2–12    |